# Балкано-гагаузский язык
Балкано-гагаузский язык — общий термин для группы близкородственных диалектов, на которых говорят гаджалы (иначе называемые гагаузами, но традиционно не относимые к гагаузам Молдавии и исповедующие ислам суннитского толка, в отличие от православных гагаузов), небольшие гетерогенные по происхождению тюркоязычные общины, проживающие в районе Битолы и Куманово, на македонско-греческой границе, а также в Эдирне (Турция) и в северо-восточной Болгарии. Относится к огузской ветви тюркских языков. Известно 8 диалектов.
Балкано-гагаузский язык мало изучен и количество говорящих на нём сегодня невелико. В начале XX века им владели 4 тысячи человек в Македонии, 7 тысяч в Турции и неизвестное количество в Болгарии.